# قرار مجلس الأمن التابع للأمم المتحدة رقم 75
صدر قرار مجلس الأمن التابع للأمم المتحدة رقم 75 في 27 سبتمبر 1949، بعد تلقي قرار من الجمعية العامة يصرح للمجلس باتخاذ قرارات بشأن هذه المسألة، قرر المجلس أن يعوض بأثر رجعي الدول الأعضاء التي كانت تشارك في لجنة الأمم المتحدة لإندونيسيا ولجنة الأمم المتحدة للهند وباكستان لتغطية نفقات سفرهم وإقامتهم.
مُرّر القرار بمجموع سبعة أصوات، في حين صوتت جمهورية أوكرانيا الاشتراكية السوفياتية ضده وامتنعت كوبا ومصر والاتحاد السوفياتي.